# Turecki pieprz

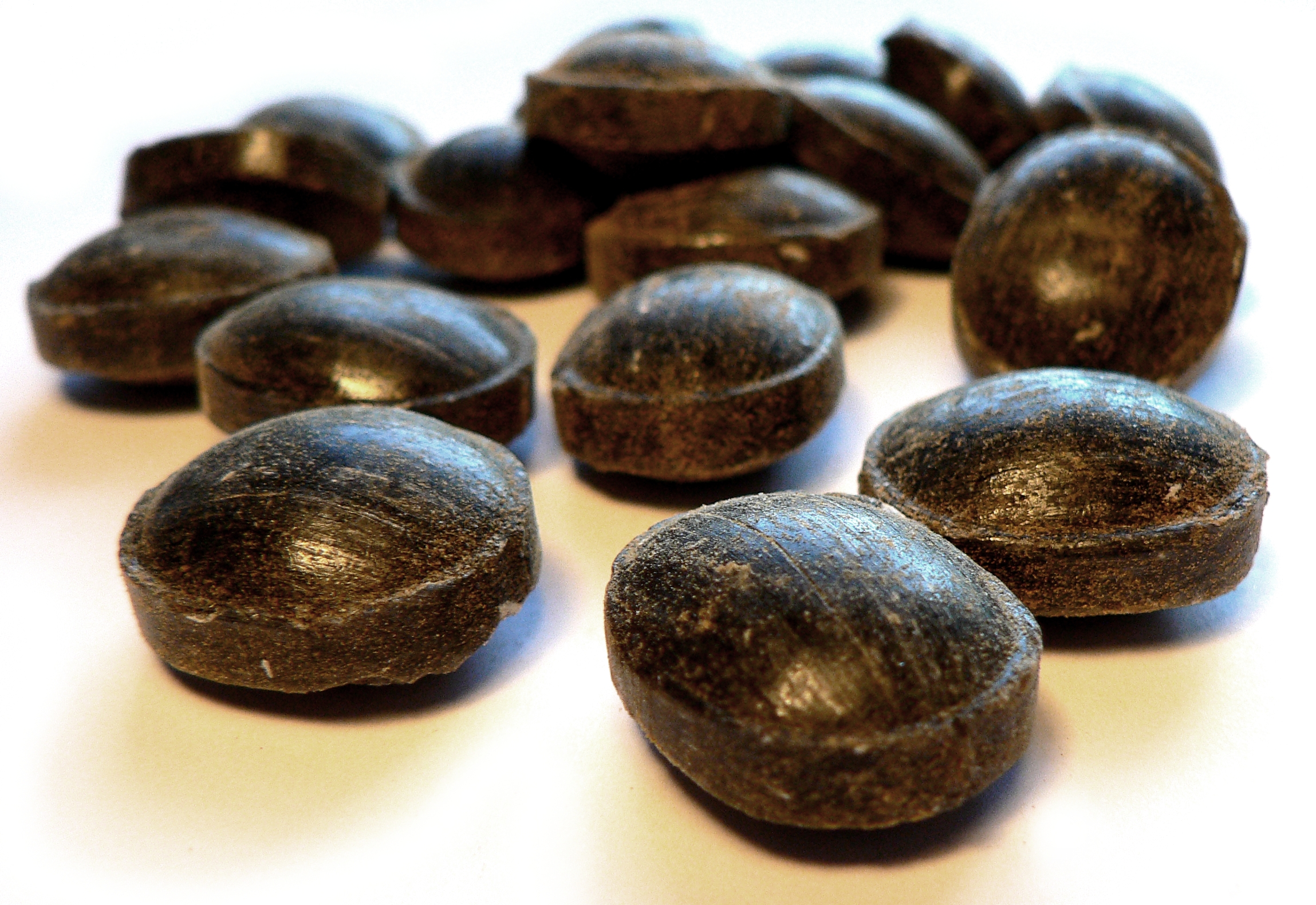
Turecki pieprz

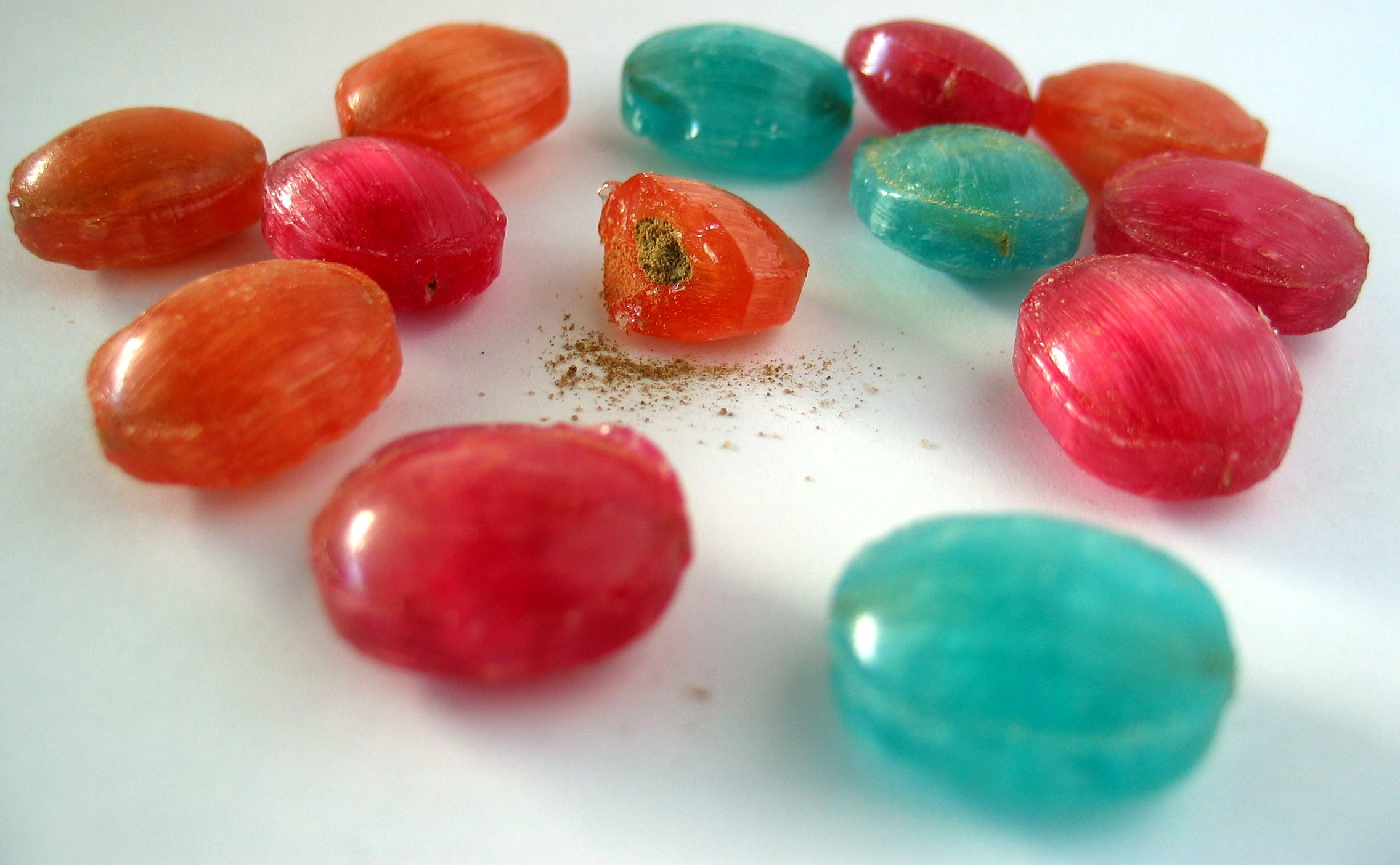
Turecki pieprz o różnych barwach

Turecki pieprz (szw. Turkisk peppar, dun. Tyrkisk peber, fin. Turkinpippuri, norw. Tyrkisk pepper, niem. Türkisch Pfeffer) – twarde cukierki lukrecjowe nadziewane proszkiem złożonym z chlorku amonu i pieprzu.
Słodycze te produkowane są przez fińską firmę Fazer od 1977 i są bardzo popularne w całej Skandynawii, a także w Niemczech. Chlorek amonu zawarty w nadzieniu przydaje lukrecji cierpko-słony smak. Skutkiem ssania jest uczucie pieczenia języka, a nawet przejściowa utrata czucia w tym organie. Autorem receptury wyrobu był Per Fjelsten. Oprócz wersji oryginalnej (podstawowej) w kolorze ciemnobrązowym, oferowane są też cukierki w odmianie Hot & Sour i barwie czerwonej oraz turkusowej. Tworzone są też na bieżąco nowe warianty produktu.